# Шехитлер
Шехитлер или Кемерли (на турски: Şehitler) е село в Източна Тракия, Турция, Вилает Одрин.

## География
Селото се намира на 27 километра източно от Енос.

## История
Според статистиката на професор Любомир Милетич в 1912 година в Кемерли живеят 10 гръцки семейства.